# ایر ایندیا رجیونال
|
ایر ایندیا رجیونال (به انگلیسی: Air India Regional) یک شرکت هواپیمایی با کد یاتا 9I است که در تاریخ ۱۹۹۶ میلادی تأسیس شده است. دفتر مرکزی ایر ایندیا رجیونال در دهلی نو، هند واقع شده‌است و قطب این شرکت هواپیمایی در فرودگاه بین‌المللی ایندیرا گاندی قرار دارد و به ۲۵ مقصد، پرواز مستقیم انجام می‌دهد.